# دکرکورنر (ویسکانسین)
دکرکورنر (به انگلیسی: Decker Corner) یک منطقهٔ مسکونی در ایالات متحده آمریکا است که در شهرستان اوزاوکی، ویسکانسین واقع شده‌است. دکرکورنر ۲۶۳٫۰۵ متر بالاتر از سطح دریا واقع شده‌است.